# Droga bez odwrotu
Droga bez odwrotu – tytuł szóstego albumu zespołu Honor, wydany w 1995 roku.

## Lista utworów
1. „Ostatni Drakkar – Zmierzch bogów aryjskich”
2. „Droga bez odwrotu”
3. „Bierność przeciw prawdzie”
4. „Sięgnij poprzez ogień”
5. „Złoto zabija rasę”
6. „Dla ojczystego kraju”
7. „Ocalić jutro”
8. „Żołnierz północy – Nordland”
9. „Dzwon”
10. „Blask wolności”
11. „Ostatni Drakkar – Krzyż splamił twój honor”

## Skład
- Olaf Jasiński – gitara, gitara basowa
- Mariusz Szczerski – śpiew
- Piotr Marcinowski – perkusja
- Krzysztof Sołowicz – gitara basowa